# SG EWR Rheinhessen-Mainz
La SG EWR Rheinhessen-Mainz, abréviation de la Startgemeinschaft Elektrizitätswerk Rheinhessen-Mainz, est un club allemand de natation situé à Mombach, en Rhénanie-Palatinat. Il réunit 5 clubs sportifs ou bien leurs sections de natation:
- Turnverein 1846 Oppenheim
- Turnverein 1893 Nieder-Olm
- DLRG Nieder-Olm/Wörrstadt
- SSV (Schwimmsportverein) Bingen
- Mainzer Schwimmverein 1901

Ce club est bien connu pour ses spécialistes de la nage en eau libre.